# Cleanderry Wood SAC
Cleanderry Wood SAC este o arie protejată (arie specială de conservare — SAC, sit de importanță comunitară — SCI) din Irlanda întinsă pe o suprafață de 60,61 ha, integral pe uscat.

## Localizare
Centrul sitului Cleanderry Wood SAC este situat la coordonatele 51°44′16″N 9°56′02″W / 51.7378°N 9.9338°V.

## Înființare
Situl Cleanderry Wood SAC a fost declarat sit de importanță comunitară în septembrie 1999 pentru a proteja un număr necunoscut de specii din flora spontană și fauna sălbatică aflate în arealul zonei. Situl a fost protejat și ca arie specială de conservare în iulie 2021.

## Biodiversitate
Situată în ecoregiunea atlantică, aria protejată conține 3 habitate naturale: Pajiști umede nord-atlantice cu Erica tetralix, Pajiști uscate europene, Păduri de stejar sesil bătrân cu Ilex și Blechnum în Insulele Britanice.
La baza desemnării sitului se află un număr nedeclarat de specii protejate.
Pe lângă speciile protejate, pe teritoriul sitului au mai fost identificate 1 specie de plante.